# 天降財神 (1983年電視劇)
《天降財神》（英語：The Superpower）是香港電視廣播有限公司製作的時裝科幻劇集，全劇共20集，監製鄒世孝。

## 故事大綱
1983年TVB時裝劇《天降財神》，此劇集合多位現今的天王巨星，除了有兩位國際級影帝周潤發和梁朝偉大斗演技外，亦有多位電視台的當家小生花旦，包括陳敏兒和莊靜而，與及實力派演員曾江和姚煒等。除了劇情緊湊，演員陣容吸引外，由樂壇天王譚詠麟主唱的同名主題曲，當年亦大受歡迎。
天日 (周潤發飾 ) 生於1899年的外星人，因居住的星球快毀滅，於是為族人到地球看看能否移民。天日降落地球後發生意外，被郭克松 (梁朝偉飾) 收留，二人因而結為好友，之後天日認識克松女友，公正行調查員向可人 (陳敏兒飾) 。天日利用自己可預知未來的能力，協助克松避過危險及贏得彩金。後來克松結識了富家女張思敏 (莊靜而飾)，見異思遷，天日安慰可人時竟對她產生愛意，令這個未嘗戀愛滋味的外星人初次接觸愛情，努力期望奪得可人芳心。
克松為騙取保險金，命人在貨倉縱火，豈料可人剛好在貨倉，天日冒死在火場救出可人，卻被可人發現天日是外星人的秘密。可人放開心理障礙，與天日開展戀情。天日得知克松主使縱火，但在克松的懇求下天日不講出真相。克松最後脫罪，亦意外得知天日外星人的身份，並建議天日利用他的超能力賺錢。思敏因嫌棄克松貧窮，另結新歡，克松一怒之下將她殺死，並駕禍給可人。在天日努力搜證下，可人終脫罪而克松被捕，但天日發現自己已被感冒病毒感染，而他身上沒有抵抗地球上病毒的白血球，以至他的生命已危在旦夕.....

## 演員表
- 周潤發 飾 天日
- 梁朝偉 飾 郭克松
- 陳敏兒 飾 向可人
- 莊靜而 飾 張思敏
- 曾江
- 姚煒
- 陳嘉儀
- 鄭孟霞
- 陳有后
- 田啟文 飾 蛇仔明

## 影碟發行
以下所有影碟發行均由電視廣播(國際)有限公司授權：
香港發行代理商現代音像(國際)有限公司於2006年推出發行了《天降財神》DVD及VCD影碟零售版本，DVD影碟收錄全套20集，共5隻碟，設有粵語發音版本，自選開啟或關閉繁體中文及簡體中文字幕；VCD影碟將已播放的集數並製作成12隻碟作為片段完整及無刪剪版本，每隻碟跟電視劇的每集片長約60分鐘一樣，設有粵語發音版本並配上繁體中文字幕。
台灣發行代理商弘音多媒體科技股份有限公司於2006年推出發行了《天降財神》DVD影碟零售版本，此影碟燒錄DVD香港版的全部集數及碟數(其中全部碟數均設有香港版的目錄選單)。

## 電視節目的變遷
| 上一套： 四海一家 -3月18日 | 翡翠台第一綫劇集(1983) 天降財神 3月21日-4月15日 | 翡翠台第一綫劇集(1983) 天降財神 3月21日-4月15日 | 下一套： 鴨仔里春光 4月18日- |

| 香港無綫電視翡翠台 星期一至五 19:05-20:00 時段 | 香港無綫電視翡翠台 星期一至五 19:05-20:00 時段 | 香港無綫電視翡翠台 星期一至五 19:05-20:00 時段 |
| ---------------------------------------------- | ---------------------------------------------- | ---------------------------------------------- |
|                                                | 天降財神 (1983.03.21 - 1983.04.15)             |                                                |
| 四海一家 (1983.03.14 - 1983.03.18)             | 鴨仔里春光 (1983.04.18 - 1983.05.13)           |                                                |